# Liga Sudamericana de Clubes 2009 II
La Liga Sudamericana de Clubes 2009 II fue la decimocuarta edición del torneo sudamericano de clubes de baloncesto. Se jugó en cuatro sedes fijas entre el 16 de octubre y el 19 de noviembre, con un total de doce equipos participantes. El torneo fue organizado por ABASU, la Asociación del Basquetbol Sudamericano, luego de la desaparición de la Confederación Sudamericana de Baloncesto. El premio al campeón fue un cupo directo para representar a Sudamérica en la Liga de las Américas 2009-2010.
Si bien se esperaba la participación de un equipo proveniente de Ecuador, Barcelona campeón de la Liga Nacional de Ecuador 2008, este equipo declinó participar debido a que no abono el dinero para su inscripción, se esperaba que ESPE decida jugar el torneo en calidad de subcampeón nacional, pero la organización decidió invitar un equipo uruguayo más en su lugar, Malvín tercer ubicado de la Liga Uruguaya de Básquetbol.
El campeón de esta edición fue Quimsa, que había sido subcampeón en la edición anterior, y logró su primer título en esta competencia al ganar el Final Four.

## Equipos participantes
| País              | Equipo                            |
| ----------------- | --------------------------------- |
| Argentina 3 cupos | Quimsa Libertad Sionista          |
| Bolivia 1 cupo    | Millonarios                       |
| Brasil 3 cupos    | Pitágoras Minas Flamengo Brasília |
| Chile 1 cupo      | Universidad de Concepción         |
| Paraguay 1 cupo   | Libertad                          |
| Uruguay 3 cupos   | Malvín Defensor Sporting Biguá    |

## Modo de disputa
El torneo está dividido en dos etapas, la primera fase y el final four.
Los doce participantes se dividieron en tres grupos con tres sedes, una por grupo, donde disputaron tres partidos dentro de cada grupo. A fin de puntuar, cada equipo recibió 2 puntos por victoria y 1 por derrota. Los primeros de cada grupo junto con el mejor segundo avanzaron al final four. Las sedes fueron:
- Grupo A: Paraná, Argentina.
- Grupo B: Belo Horizonte, Brasil
- Grupo C: Santiago del Estero, Argentina.

Los cuatro clasificados se enfrentaron todos contra todos en una única sede y el campeón logró el pase a la Liga de las Américas 2009-10.
- Sede final four: Santiago del Estero, Argentina.

## Primera fase

### Grupo A; Paraná, Argentina
| Pos. | Equipo          | Pts | PJ | PG | PP | PF  | PC  | Dif |
| ---- | --------------- | --- | -- | -- | -- | --- | --- | --- |
| 1.   | Sionista        | 6   | 3  | 3  | 0  | 281 | 214 | 67  |
| 2.   | Brasília        | 5   | 3  | 2  | 1  | 269 | 228 | 41  |
| 3.   | Uni. Concepción | 4   | 3  | 1  | 2  | 220 | 269 | –49 |
| 4.   | Libertad        | 3   | 3  | 0  | 3  | 207 | 266 | –59 |

Los horarios corresponde al huso horario de Paraná, UTC –3:00.
| 16 de octubre, 19:00 | Brasília                                                     | 91–62                | Libertad                                                              | Paraná                           |  |
|                      | Parciales: 33–12, 21–14, 21–18, 16–18                        |                      |                                                                       |                                  |  |
|                      | Estadísticas Arthur Belchor 26 Alex Ribeiro 9 Valter Silva 8 | Reporte Pts Reb Asts | Estadísticas 18 Alexander Mc Lean 7 Alexander Mc Lean 4 Bruno Zanotti | Pabellón: Estadio Moisés Flesler |  |

| 16 de octubre, 21:30 | Sionista                                                        | 100–60               | Uni. Concepción                                                         | Paraná                           |  |
|                      | Parciales: 28–25, 26–8, 26–10, 20–17                            |                      |                                                                         |                                  |  |
|                      | Estadísticas Daniel Hure 25 Daniel Hure 12 Patricio Rodríguez 6 | Reporte Pts Reb Asts | Estadísticas 15 Jarrett Stephens 8 Kerry Blackshear 5 Marcelo Hernández | Pabellón: Estadio Moisés Flesler |  |

| 17 de octubre, 19:00 | Brasília                                                                     | 92–78                | Uni. Concepción                                                         | Paraná                           |  |
|                      | Parciales: 18–20, 30–15, 18–23, 26–20                                        |                      |                                                                         |                                  |  |
|                      | Estadísticas Guilherme Giovannoni 37 Guilherme Giovannoni 10 Valter Silva 11 | Reporte Pts Reb Asts | Estadísticas 26 Evandro Arteaga 9 Jarrett Stephens 11 Marcelo Hernandez | Pabellón: Estadio Moisés Flesler |  |

| 17 de octubre, 21:30 | Sionista                                                              | 93–68                | Libertad                                                      | Paraná                           |  |
|                      | Parciales: 25–17, 26–18, 23–15, 19–18                                 |                      |                                                               |                                  |  |
|                      | Estadísticas Leandro Masieri 16 Clarence Robinson 8 Ramiro Iglesias 6 | Reporte Pts Reb Asts | Estadísticas 20 Victor Ozuna 7 Roberto Laratro 4 Daniel Perez | Pabellón: Estadio Moisés Flesler |  |

| 18 de octubre, 19:00 | Uni. Concepción                                                     | 82–77                | Libertad                                                              | Paraná                           |  |
|                      |                                                                     |                      |                                                                       |                                  |  |
|                      | Estadísticas Evandro Arteaga 18 Nelson Mendez 6 Marcelo Hernandez 8 | Reporte Pts Reb Asts | Estadísticas 31 Alexander Mc Lean 12 Alexander Mc Lean 4 Victor Ozuna | Pabellón: Estadio Moisés Flesler |  |

| 18 de octubre, 21:30 | Sionista                                                         | 88–86                | Brasília                                                                   | Paraná                           |  |
|                      | Parciales: 16–19, 27–23, 22–27, 23–17                            |                      |                                                                            |                                  |  |
|                      | Estadísticas Daniel Hure 28 Ramiro Iglesias 6 Enrique Martínez 7 | Reporte Pts Reb Asts | Estadísticas 19 Guilherme Giovannoni 7 Guilherme Giovannoni 5 Valter Silva | Pabellón: Estadio Moisés Flesler |  |

### Grupo B; Belo Horizonte, Brasil
| Pos. | Equipo          | Pts | PJ | PG | PP | PF  | PC  | Dif  |
| ---- | --------------- | --- | -- | -- | -- | --- | --- | ---- |
| 1.   | Libertad        | 6   | 3  | 3  | 0  | 334 | 189 | 145  |
| 2.   | Pitágoras Minas | 5   | 3  | 2  | 1  | 337 | 215 | 122  |
| 3.   | Biguá           | 4   | 3  | 1  | 2  | 209 | 260 | –51  |
| 4.   | Millonarios     | 3   | 3  | 0  | 3  | 152 | 368 | –216 |

Los horarios corresponde al huso horario de Belo Horizonte, UTC –3:00.
| 22 de octubre, 18:00 | Biguá                                                              | 68–92                | Libertad                                                                 | Belo Horizonte |  |
|                      | Parciales: 11–27, 11–16, '25–20, 21–29                             |                      |                                                                          |                |  |
|                      | Estadísticas Emilio Taboada 19 Mathias Caifani 10 Santiago Vidal 2 | Reporte Pts Reb Asts | Estadísticas 28 Cleotis Brown III 15 Andrés Pelussi 7 Sebastian Ginóbili |                |  |

| 22 de octubre, 20:30 | Pitágoras Minas                                                        | 149–51               | Millonarios                                                  | Belo Horizonte |  |
|                      | Parciales: 36–13, 37–9, 32–17, 44–12                                   |                      |                                                              |                |  |
|                      | Estadísticas Christopher Jeffries 27 Guilherme Santos 18 Raul Togni 11 | Reporte Pts Reb Asts | Estadísticas 14 Jose Pino 6 Alejandro España 3 Julio Mendoza |                |  |

| 23 de octubre, 18:00 | Millonarios                                                        | 32–134               | Libertad                                                                | Belo Horizonte |  |
|                      | Parciales: 8–38, 8–32, 8–36, 8–28                                  |                      |                                                                         |                |  |
|                      | Estadísticas Alejandro España 10 Alejandro España 7 Fabian Mogro 2 | Reporte Pts Reb Asts | Estadísticas 26 Cleotis Brown III 8 Juan Fernandez 5 Sebastian Ginóbili |                |  |

| 23 de octubre, 20:30 | Pitágoras Minas                                                            | 99–56                | Biguá                                                     | Belo Horizonte |  |
|                      | Parciales: 15–12, 30–12, 30–17, 24–15                                      |                      |                                                           |                |  |
|                      | Estadísticas Thiago Pereira 19 Murilo Becker Da Rosa 10 Facundo Sucatzky 9 | Reporte Pts Reb Asts | Estadísticas 14 Carlos Meira 6 Carlos Meira 3 Juan Cambon |                |  |

| 24 de octubre, 16:00 | Biguá                                                            | 85–69                | Millonarios                                                     | Belo Horizonte |  |
|                      | Parciales: 22–10, 21–18, 20–23, 22–18                            |                      |                                                                 |                |  |
|                      | Estadísticas Carlos Meira 20 Mathias Caifani 12 Santiago Vidal 5 | Reporte Pts Reb Asts | Estadísticas 34 Gene Myvett 17 Michael Adams 2 Alejandro España |                |  |

| 24 de octubre, 18:30 | Pitágoras Minas                                                                    | 89–108               | Libertad                                                            | Belo Horizonte |  |
|                      | Parciales: 16–30, 19–27, 26–29, 28–22                                              |                      |                                                                     |                |  |
|                      | Estadísticas Murilo Becker Da Rosa 33 Murilo Becker Da Rosa 10 Facundo Sucatzky 13 | Reporte Pts Reb Asts | Estadísticas 34 Ruben Wolkowyski 4 Tyler Field 5 Sebastian Ginóbili |                |  |

### Grupo C; Santiago del Estero, Argentina
| Pos. | Equipo            | Pts | PJ | PG | PP | PF  | PC  | Dif |
| ---- | ----------------- | --- | -- | -- | -- | --- | --- | --- |
| 1.   | Quimsa            | 6   | 3  | 3  | 0  | 243 | 197 | 46  |
| 2.   | Flamengo          | 4   | 3  | 1  | 2  | 226 | 253 | –27 |
| 3.   | Defensor Sporting | 4   | 3  | 1  | 2  | 207 | 209 | –2  |
| 4.   | Malvín            | 4   | 3  | 1  | 2  | 218 | 235 | –17 |

Los horarios corresponde al huso horario de Santiago del Estero, UTC –3:00.
| 27 de octubre, 19:30 | Flamengo                                                               | 68–82                | Defensor Sporting                                             | Santiago del Estero      |  |
|                      | Parciales: 12–18, 15–18, 18–24, 23–22                                  |                      |                                                               |                          |  |
|                      | Estadísticas Marcelo Magalhães 22 Marcelo Magalhães 8 Helio Da Costa 3 | Reporte Pts Reb Asts | Estadísticas 24 Robby Collum 8 Dillion Sneed 3 Diego Gonzales | Pabellón: Estadio Ciudad |  |

| 27 de octubre, 22:00 | Quimsa                                                         | 77–72                | Malvín                                                                | Santiago del Estero      |  |
|                      | Parciales: 21–11, 16–12, 17–25, 23–24                          |                      |                                                                       |                          |  |
|                      | Estadísticas Roman Gonzales 20 Roman Gonzales 8 Anibal Marin 3 | Reporte Pts Reb Asts | Estadísticas 20 Fernando Martinez 7 Pablo Morales 4 Fernando Martinez | Pabellón: Estadio Ciudad |  |

| 28 de octubre, 19:30 | Malvín                                                         | 73–95                | Flamengo                                                               | Santiago del Estero      |  |
|                      | Parciales: 20–21, 17–13, 19–30, 17–31                          |                      |                                                                        |                          |  |
|                      | Estadísticas Brian Wethers 20 Pablo Morales 8 Torraye Braggs 3 | Reporte Pts Reb Asts | Estadísticas 28 Marcelo Magalhães 13 Wagner Franca 7 Eduardo Magalhães | Pabellón: Estadio Ciudad |  |

| 28 de octubre, 22:00 | Quimsa                                                           | 68–62                | Defensor Sporting                                          | Santiago del Estero      |  |
|                      | Parciales: 14–17, 15–17, 15–15, 24–13                            |                      |                                                            |                          |  |
|                      | Estadísticas Roman Gonzales 22 Roman Gonzales 12 Federico Marin3 | Reporte Pts Reb Asts | Estadísticas 20 Robby Collum 9 Robby Collum 5 Robby Collum | Pabellón: Estadio Ciudad |  |

| 29 de octubre, 19:30 | Malvín                                                               | 73–63                | Defensor Sporting                                           | Santiago del Estero      |  |
|                      | Parciales: 17–15, 16–8, 14–24, 26–16                                 |                      |                                                             |                          |  |
|                      | Estadísticas Brian Wethers 26 Torraye Braggs 8 Joaquin Izuibejeres 4 | Reporte Pts Reb Asts | Estadísticas 19 Robby Collum 9 Dillion Sneed 7 Robby Collum | Pabellón: Estadio Ciudad |  |

| 29 de octubre, 22:00 | Quimsa                                                              | 98–63                | Flamengo                                                                | Santiago del Estero      |  |
|                      | Parciales: 23–21, 28–9, 29–12, 18–21                                |                      |                                                                         |                          |  |
|                      | Estadísticas Albert White Jr. 25 Damian Tintorelli 9 Franco Balbi 4 | Reporte Pts Reb Asts | Estadísticas 20 Guilherme Frantz 7 Guilherme Frantz 3 Marcelo Magalhães | Pabellón: Estadio Ciudad |  |

### Tabla de segundos puestos
| Grupo | Equipo          | Pts | PJ | PG | PP | PF  | PC  | Dif |
| ----- | --------------- | --- | -- | -- | -- | --- | --- | --- |
| B     | Pitágoras Minas | 5   | 3  | 2  | 1  | 337 | 215 | 122 |
| A     | UniCEUB         | 5   | 3  | 2  | 1  | 269 | 228 | 41  |
| C     | Flamengo        | 4   | 3  | 1  | 2  | 226 | 253 | –27 |

## Final four
| Pos. | Equipo          | Pts | PJ | PG | PP | PF  | PC  | Dif |
| ---- | --------------- | --- | -- | -- | -- | --- | --- | --- |
| 1.   | Quimsa          | 6   | 3  | 3  | 0  | 261 | 230 | 31  |
| 2.   | Libertad        | 5   | 3  | 2  | 1  | 257 | 251 | 6   |
| 3.   | Sionista        | 4   | 3  | 1  | 2  | 248 | 252 | –4  |
| 4.   | Pitágoras Minas | 3   | 3  | 0  | 3  | 211 | 244 | –33 |

Los horarios corresponde al huso horario de Santiago del Estero, UTC –3:00.
| 17 de noviembre, 19:30 | Sionista                                                      | 94–96                | Libertad                                                              | Santiago del Estero      |  |
|                        | Parciales: 29–32, 18–22, 25–22, 22–20                         |                      |                                                                       |                          |  |
|                        | Estadísticas Luis Cequeira 22 Daniel Hure 9 Javier Martínez 6 | Reporte Pts Reb Asts | Estadísticas 19 Cleotis Brown 8 Rubén Wolkowyski 4 Sebastián Ginóbili | Pabellón: Estadio Ciudad |  |

| 17 de noviembre, 22:00 | Quimsa                                                           | 88–71                | Pitágoras Minas                                                   | Santiago del Estero      |  |
|                        | Parciales: 19–24, 14–14, 29–16, 26–17                            |                      |                                                                   |                          |  |
|                        | Estadísticas Julio Mazzaro 19 Damián Tintorelli 9 Albert White 3 | Reporte Pts Reb Asts | Estadísticas 22 Murilo Becker 11 Murilo Becker 6 Facundo Sucatzky | Pabellón: Estadio Ciudad |  |

| 18 de noviembre, 22:00 | Pitágoras Minas                                                          | 70–84                | Libertad                                                     | Santiago del Estero      |  |
|                        | Parciales: 16–21, 16–28, 17–20, 21–15                                    |                      |                                                              |                          |  |
|                        | Estadísticas Christopher Jeffries 16 Murilo Becker 13 Facundo Sucatzky 8 | Reporte Pts Reb Asts | Estadísticas 20 Laron Profit 15 Andrés Pelussi 5 Pablo Moldú | Pabellón: Estadio Ciudad |  |

| 18 de noviembre, 22:00 | Quimsa                                                                            | 86–82                | Sionista                                                                  | Santiago del Estero      |  |
|                        | Parciales: 20–24, 24–17, 17–16, 15–19 (T.E.: 10–6)                                |                      |                                                                           |                          |  |
|                        | Estadísticas Dionisio Gómez Camargo 18 Dionisio Gómez Camargo 10 Federico Marín 4 | Reporte Pts Reb Asts | Estadísticas 21 L. Cequeira y C. Robinson 8 Daniel Hure 2 Javier Martínez | Pabellón: Estadio Ciudad |  |

| 19 de noviembre, 19:30 | Pitágoras Minas                                                       | 70–72                | Sionista                                                                 | Santiago del Estero      |  |
|                        | Parciales: 17–15, 20–24, 22–16, 11–17                                 |                      |                                                                          |                          |  |
|                        | Estadísticas Murilo Becker 17 Murilo Becker 11 Christopher Jeffries 2 | Reporte Pts Reb Asts | Estadísticas 15 Leandro Masieri 6 Clarence Robinson 4 Patricio Rodríguez | Pabellón: Estadio Ciudad |  |

| 19 de noviembre, 22:00 | Quimsa                                                          | 87–77                | Libertad                                                          | Santiago del Estero      |  |
|                        | Parciales: 20–20, 12–8, 25–17, 30–32                            |                      |                                                                   |                          |  |
|                        | Estadísticas Julio Mazzaro 29 Román González 9 Jonatan Treise 5 | Reporte Pts Reb Asts | Estadísticas 17 Cleotis Brown 6 Rubén Wolkowyski 4 Andrés Pelussi | Pabellón: Estadio Ciudad |  |

| Bandera de Argentina         |
| Campeón Quimsa Primer título |